# Hamelia
Hamelia là một chi thực vật có hoa thuộc họ cà phê, Rubiaceae. Danh pháp này vinh danh nhà thực vật học người Pháp Henri-Louis Duhamel du Monceau (1700-1782).

## Các loài tiêu biểu
- Hamelia axillaris Sw. – Guayabo Negro
- Hamelia cuprea Griseb.
- Hamelia macrantha Little
- Hamelia papillosa Urb. (Jamaica)
- Hamelia patens Jacq. – Firebush (nhiệt đới và cận nhiệt đới châu Mỹ)[5]

## Hình ảnh

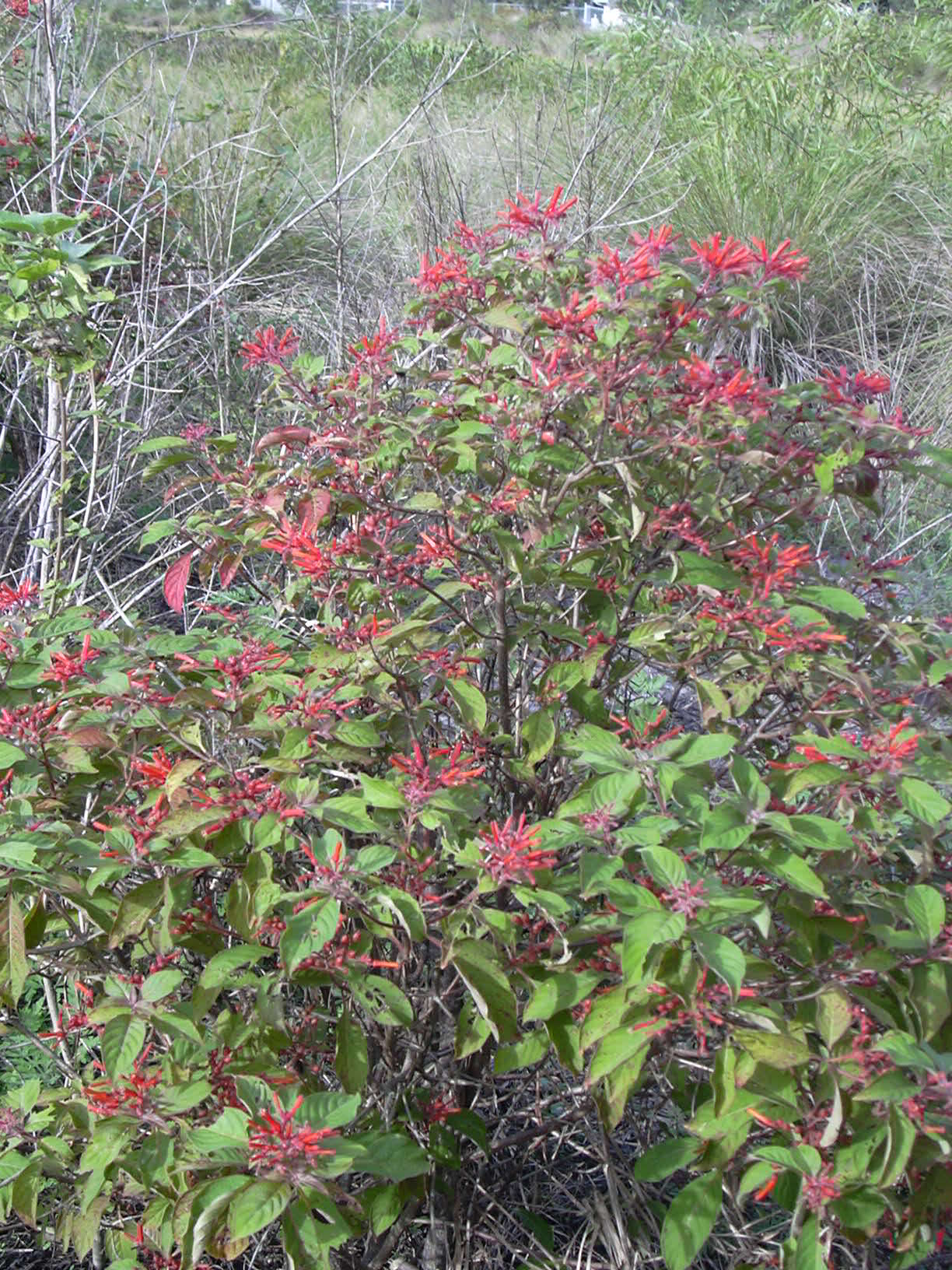
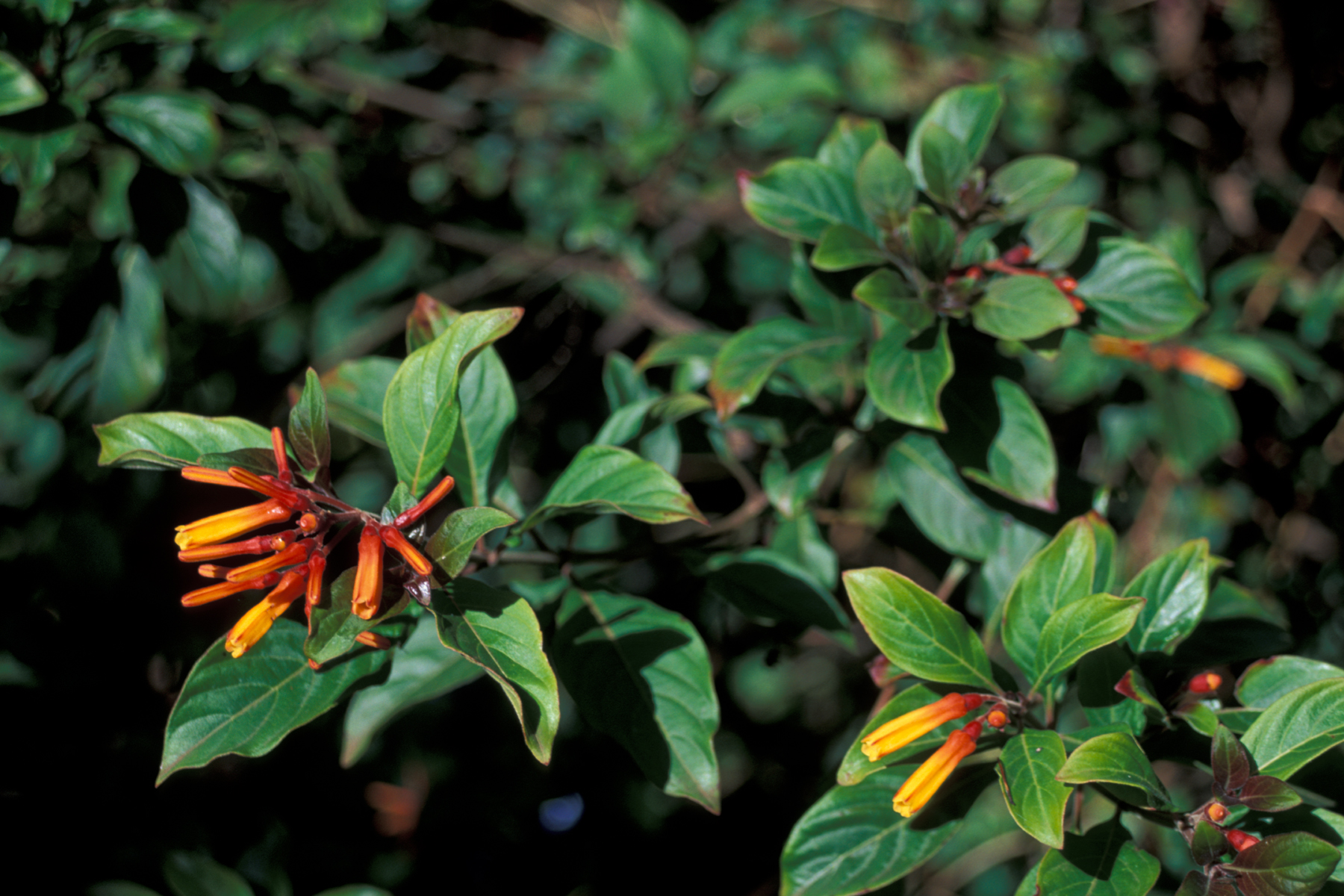